# Cucugnan
Cucugnan är en kommun i departementet Aude i regionen Occitanien  i södra Frankrike. Kommunen ligger  i kantonen Tuchan som ligger i arrondissementet Narbonne. År 2022 hade Cucugnan 121 invånare.

## Befolkningsutveckling
Antalet invånare i kommunen Cucugnan
Referens: INSEE

## Galleri

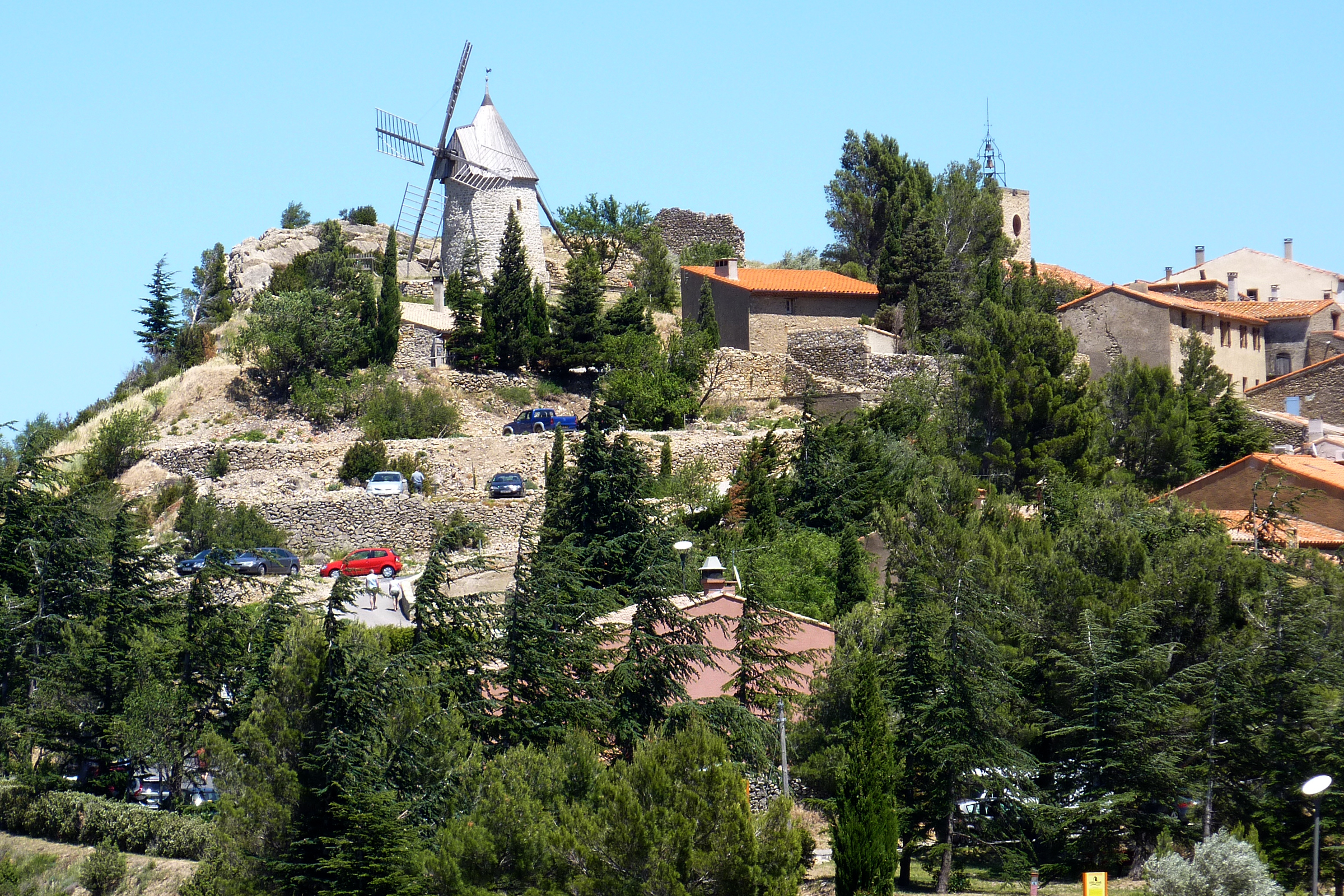
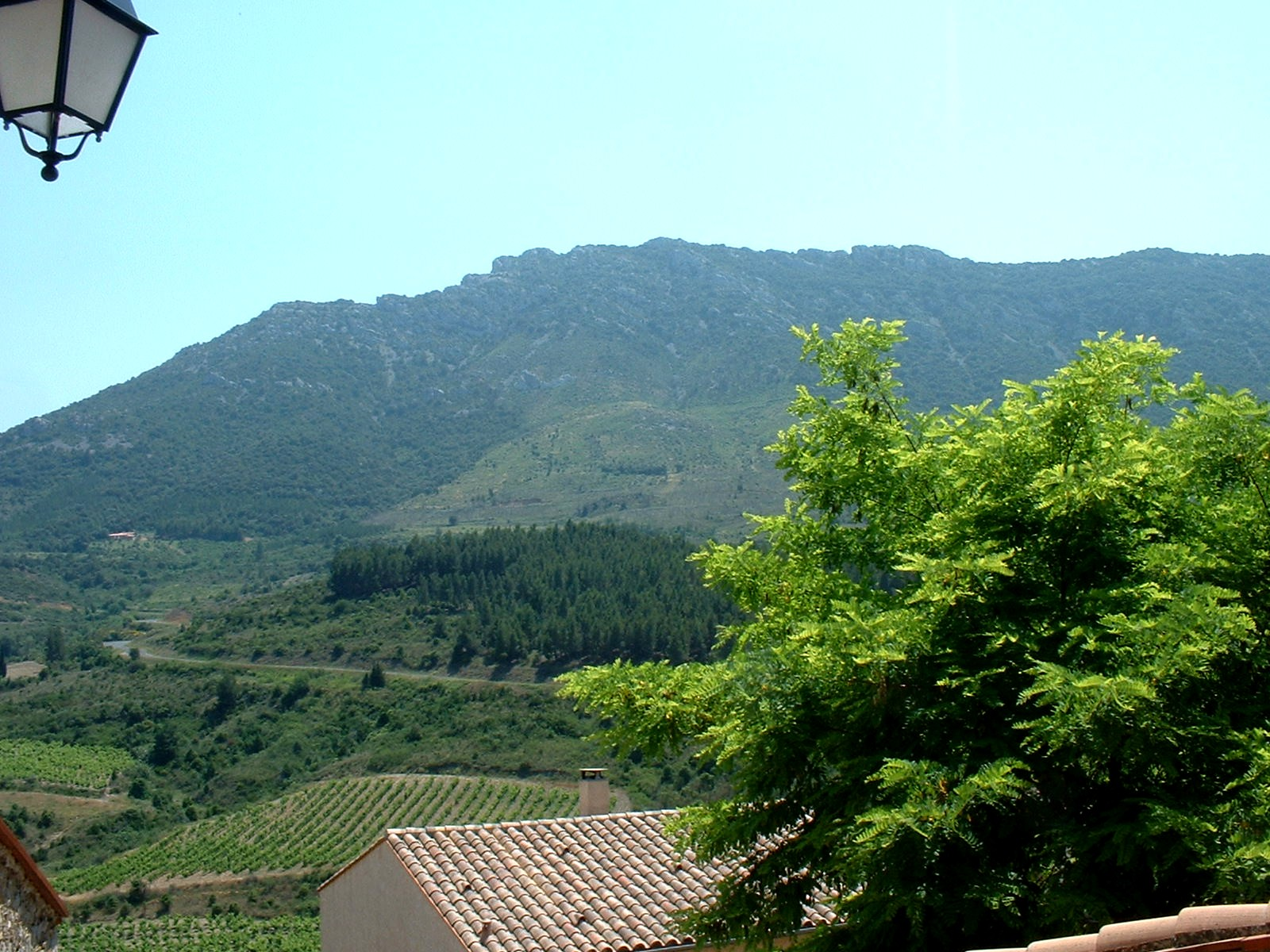
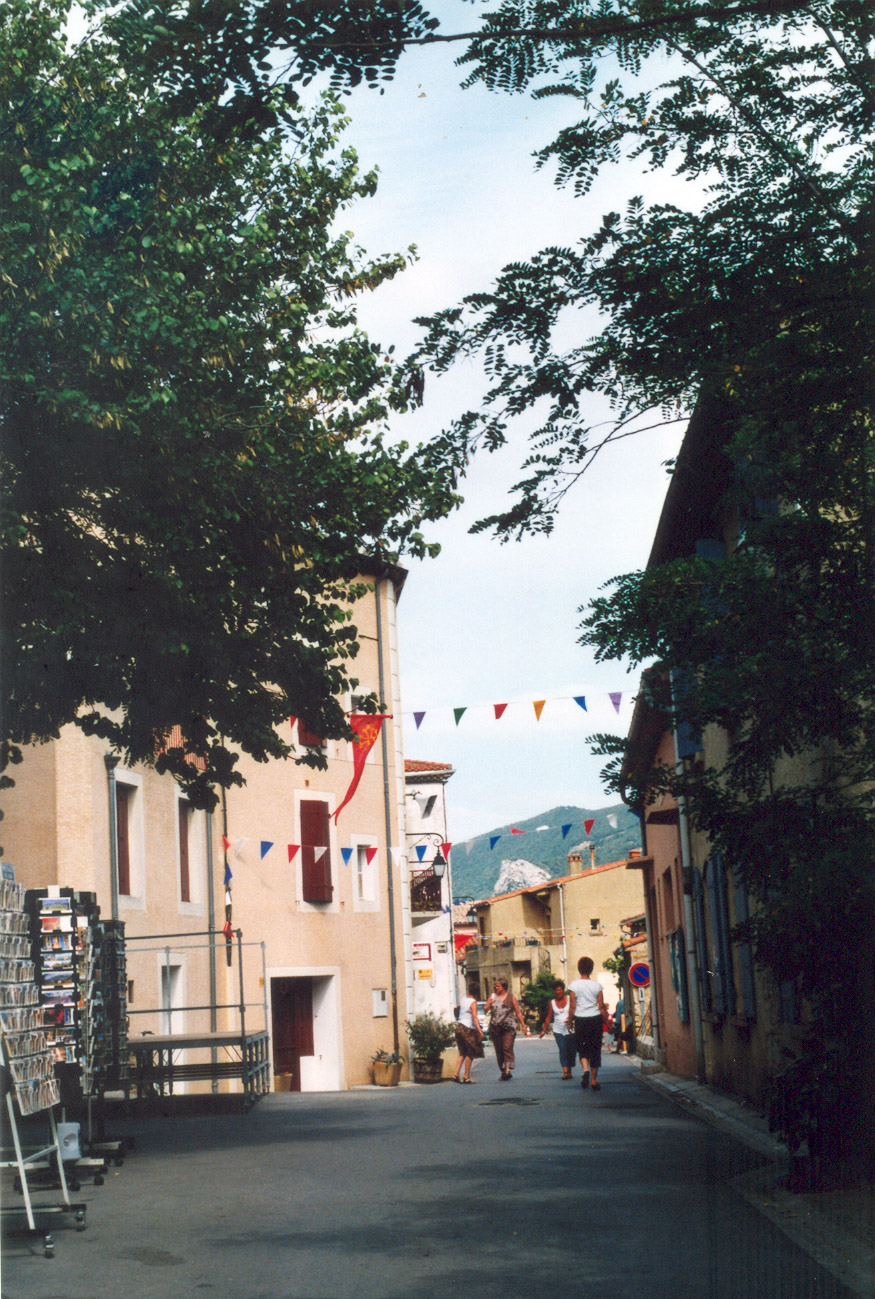